# Schweigerjeva hiša
Schweigerjeva hiša je poznobaročna zgradba na Starem trgu v Ljubljani. Hiša je prezidan objekt na mestu več ožjih in starejših meščanskih hiš. Poimenovana je po kipu Molčalca (nemško Schweiger) nad vhodnim portalom. Njen naslov, Stari trg 11a, je posebnost, saj je to edina hiša z oznako a na enem od glavnih trgov starega mestnega jedra Ljubljane. 
Strokovnjaki ohranjeno zunanjost in tlorisne razporede ter dele opreme Schweigerjeve hiše uvrščajo med najpomembnejšo profano baročno arhitekturo v Ljubljani. V zgradbi je večino življenja preživela pesnica Lili Novy.

## Zgodovina
V trenutni zasnovi je hiša stala vsaj že sredi 17. stoletja, pri čemer je bila v letih 1748-49 prezidana. V teh dveh letih so preoblikovali tudi čelno fasado hiše, ki je asimetrična, šestosna in trinadstropna. V polkrožnem čelu fasade se nahajata tudi grba takratnih lastnikov. Notranjščina hiše je delo arhitekta Candida Zullianija, ki je po porušitvi vseh drugih njegovih del v Ljubljani postala najpomembnejše obstoječe delo tega arhitekta.

## Doprsje Lili Novy
Ob vhodu hiše je pritrjena bronasta glava pesnice Lili Novy. Portret je leta 1985 izdelal kipar Lujo Vodopivec, podstavek je načrtoval arhitekt Marjan Ocvirk.